# Редди, Уильям Фрэнсис
Уи́льям «Билл» Фрэ́нсис Ре́дди (англ. William 'Bill' Francis Readdy; род. 1952) — астронавт НАСА. Совершил три космических полёта на шаттлах: STS-42 (1992, «Дискавери»), STS-51 (1993, «Дискавери») и STS-79 (1996, «Атлантис»), полковник ВМС США.

## Личные данные и образование

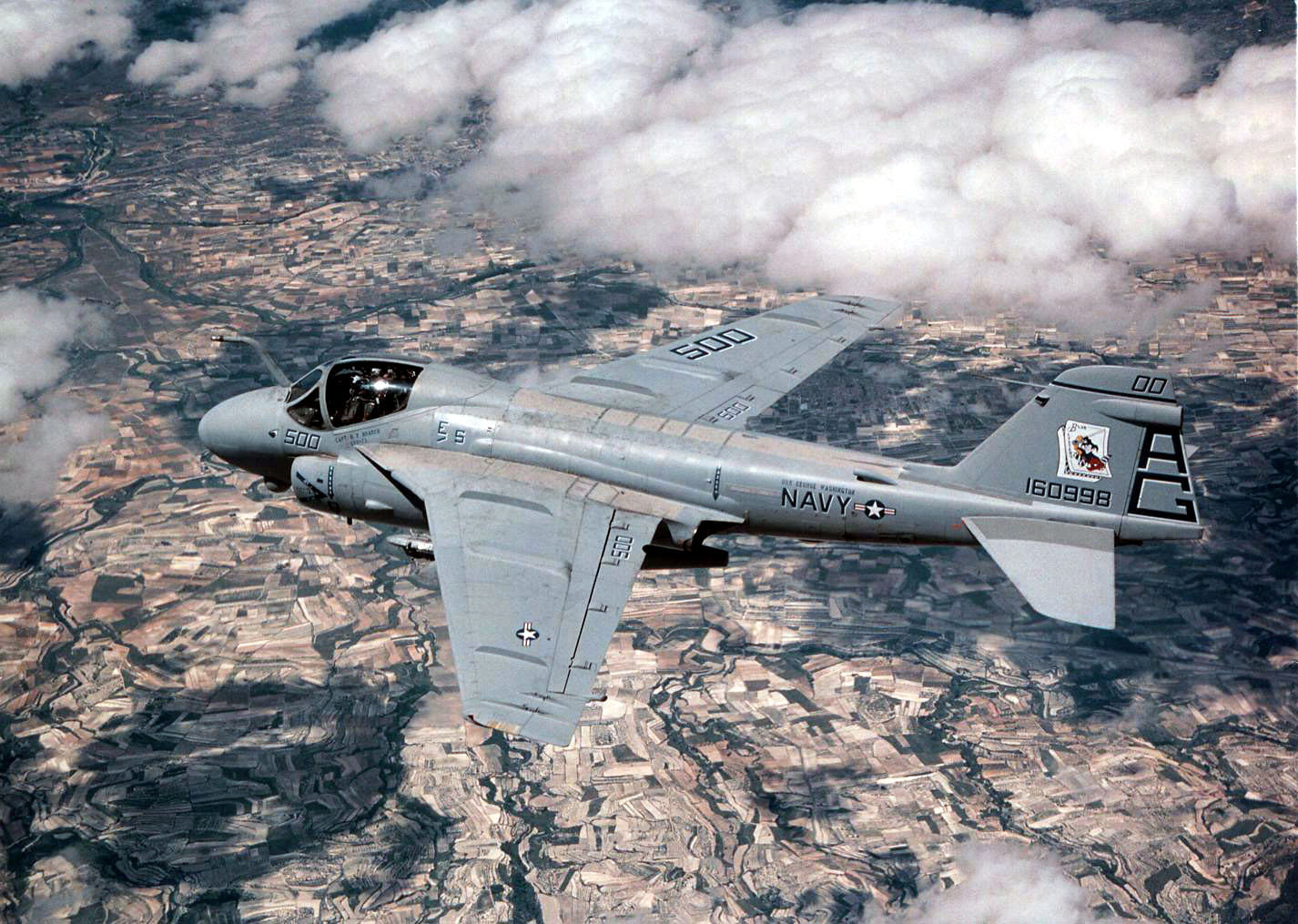
Самолёт «A-6 Intruder» в полёте.

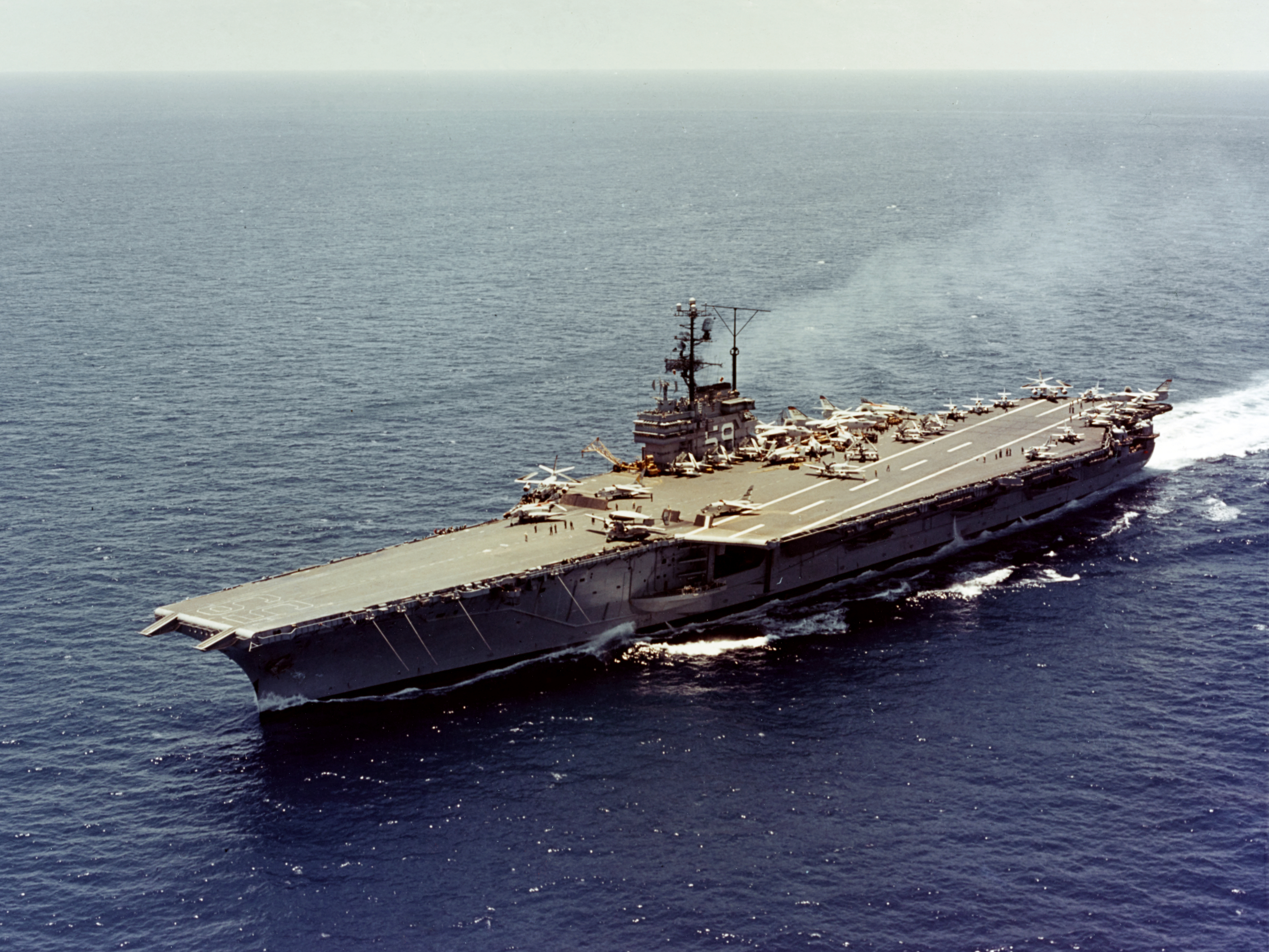
Авианосец «Форрестол».

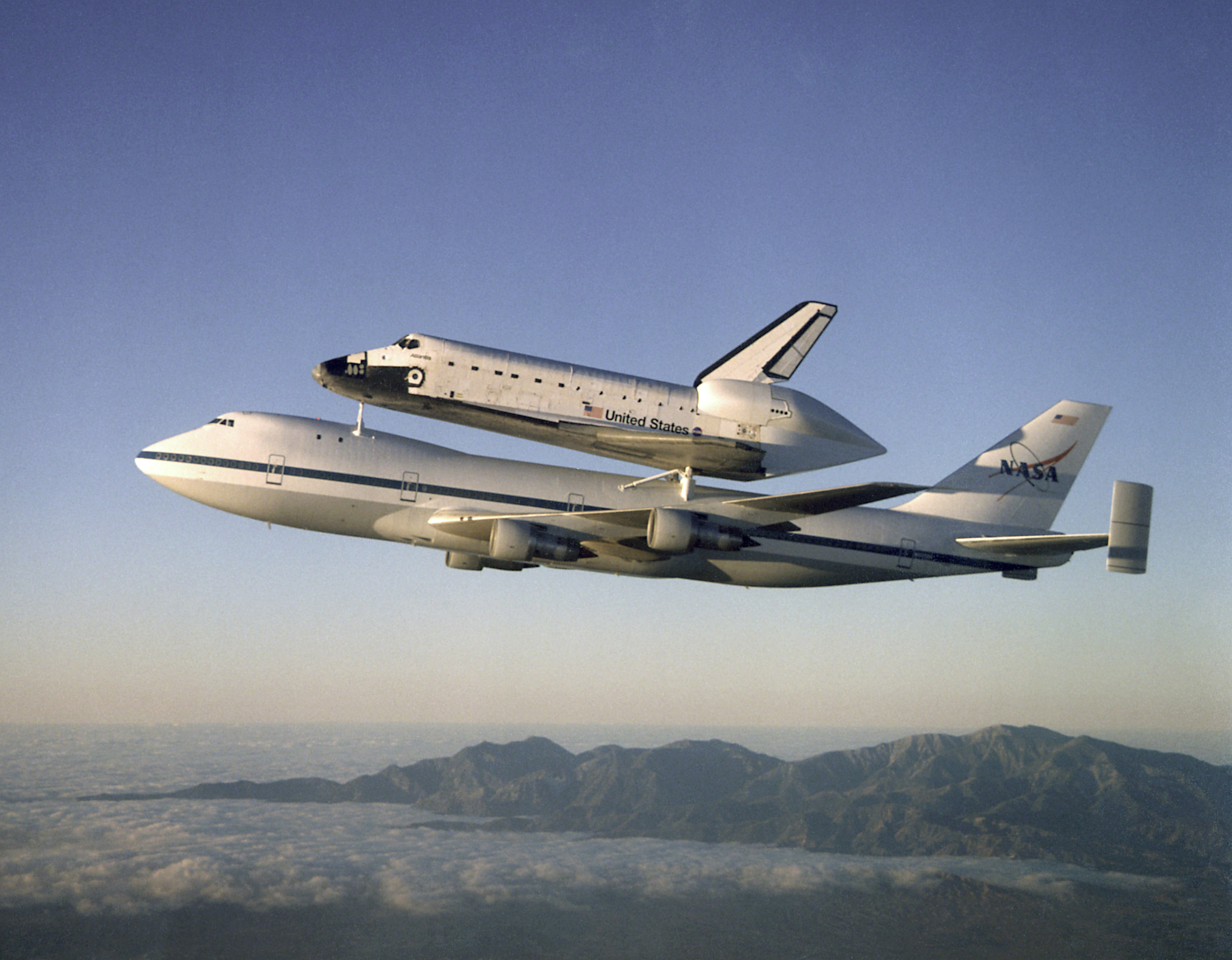
Перевозка шаттла «Атлантис».

Уильям Редди родился 24 января 1952 года в городе Куонсет-Пойнт, штата Род-Айленд. Но своим родным считает город Маклин, в штате Виргиния, где в 1970 году окончил среднюю школу. В 1974 году получил степень бакалавра наук (с отличием) в области аэрокосмической техники в Военно-морской Академии США, в городе Аннаполис, штат Мэриленд.
Женат на Коллин Невиус. У них двое сыновей и дочь. Он любит парусный спорт, бадминтон, полёты и чтение.

## До НАСА
После окончания Академии в 1974 году, Редди стал военно-морским лётчиком. После лётной практики на самолётах A-6 Intruder на авиабазе «Океана», штат Виргиния, был распределён в 85-ю штурмовую эскадрилью, которая базировалась на борту авианосца «Форрестол». С 1976 до 1980 год совершал походы по Северной Атлантике и Средиземному морю. Окончил Военно-морское училище лётчиков-испытателей, затем Школу лётчиков-инструкторов. С 1984 года служил на авианосце США «Корал Си», ходил в походы по Карибскому и Средиземному морям. В 1986 Редди был переведён в резерв ВМС и стал работать в НАСА лётчиком-инструктором в Хьюстоне, штат Техас. Он имеет 7 000 часов налёта на более чем 60 различных типах самолётов и вертолётов, а также более 550 посадок на палубы авианосцев.

## Подготовка к космическим полётам
В октябре 1986 года Редди пришёл в НАСА, в Космический Центр имени Джонсона в Хьюстон, штат Техас, в качестве пилота-исследователя в Эллингтон-Филд, около Хьюстона, где он летал на модифицированном Боинге-747, перевозил шаттлы с мест посадок на космодромы. Он был приглашён в НАСА в качестве кандидата в астронавты в 1987 году, в составе 12-го набора. Он входил в состав многочисленных групп поддержки лётных экипажей, занимался обучением сотрудников технике безопасности, Директором НАСА по лётным операциям, прошел обучение в Звёздном городке, Россия. Редди был заместителем Администратора НАСА в Управлении космических полётов, контролировал работу Космических Центров имени Маршалла, имени Кеннеди, имени Стенниса и имени Джонсона, что включало надзор за работой Международной космической станции (МКС), полётами космических кораблей, космической связи и космических ракета-носителей.

## Полёты в космос
- Первый полёт — STS-42[3], шаттл «Дискавери». C 22 по 30 января 1992 года в качестве пилота корабля. Экипаж шаттла провёл пятьдесят пять основных научных экспериментов в специальном модуле, который был сконструирован инженерами и исследователями из одиннадцати стран. В «Международной лаборатории микрогравитации-1» проводились исследования влияния микрогравитации на рост белков и полупроводниковых кристаллов, а также в области материаловедения, медицины и биологии. Были проведены два военно-прикладных эксперимента для министерства обороны США. Главная задача этих двух экспериментов — изучение воздействия низкой гравитации на живые организмы и оценка вероятности генетических изменений в длительных пилотируемых межпланетных полётах. Продолжительность полёта составила 8 суток 1 час 16 минут[4].

- Второй полёт — STS-51[5], шаттл «Дискавери». C 12 по 22 сентября 1993 года в качестве пилота шаттла. В программу полёта входили вывод на орбиту телекоммуникационного спутника ACTS и телескопа ORFEUS, а также научные эксперименты. Продолжительность полёта составила 9 дней 20 часов 12 минут.[6].

- Третий полёт — STS-79[7], шаттл «Атлантис». C 16 по 26 сентября 1996 года в должности командира корабля. Во время миссии STS-79 была проведена операция по стыковке с орбитальной станцией «Мир», куда шаттл доставил продовольствие, воду, оборудование для научных экспериментов США и России, а также был произведён обмен членами экипажа (первая миссия по смене американского члена экипажа). В ходе миссии был установлен рекорд по состыковке наиболее тяжёлых масс обоих комплексов в пространстве. К тому же STS-79 является первым полётом, где был задействован сдвоенный модуль «Спейсхэб»[8]. Продолжительность полёта составила 10 суток 3 часа 20 минут[9].

Общая продолжительность полётов в космос — 28 дней 0 часов 44 минуты.

## После полётов
Был в резерве ВМС и работал в НАСА лётчиком-инструктором. Вышел на пенсию в августе 2000 года.

## Награды и премии
Награждён: Медаль «За космический полёт» (1992, 1993 и 1996), Орден «Легион почёта», Крест лётных заслуг (США), Медаль «За выдающуюся службу» (НАСА), Медаль «За выдающееся лидерство» (дважды), Медаль «За исключительные заслуги» (дважды), Медаль похвальной службы (США), Медаль за службу национальной обороне (США) (дважды), Диплом имени В. М. Комарова Международной авиационной федерации и многие другие.